# Your Betrayal
Your Betrayal – pierwszy singel z albumu Fever walijskiej grupy Bullet for My Valentine. Został wydany 8 marca 2010 roku. Do piosenki nakręcono teledysk, który opublikowano 12 kwietnia 2010 roku.

## Lista utworów
1. „Your Betrayal” - 4:52
2. „Begging for Mercy” - 3:55

## Twórcy
- Matthew „Matt” Tuck – śpiew, gitara
- Michael „Padge” Padget – gitara, śpiew towarzyszący
- Jason „Jay” James – bas, śpiew towarzyszący
- Michael „Moose” Thomas – perkusja

## Produkcja
- Don Gilmore - producent
- Chris Lord-Alge - miksowanie
- Paul R. Brown - reżyser teledysku